# Мерсье, Жильбер
Жильбер Мерсье (фр. Gilbert Mercier) — французский биатлонист, участник зимних Олимпийских игр 1960 года.

## Биография
Жильбер Мерсье вместе со своим младшим братом Рене принимал участие в первой олимпийской гонке биатлона — индивидуальной, прошедшей на Олимпийских играх в Скво-Вэлли в 1960 году. Француз показал 7-е время прохождения 20-километровой дистанции, но при этом на огневых рубежах поразил только 3 мишени из 20, за что к его времени было прибавлено 34 штрафных минуты. В итоге он занял 27-е место из 30-ти участников.
За свою карьеру выступил на четырёх чемпионатах мира. Лучшим личным результатом стало 29-е место в 1963 году в австрийском Зефельде. В 1966 году вместе с братьями Полом и Лоисом Романами и Даниэлем Клодоном занял 7-е место во впервые проводимой на чемпионатах мира эстафете.

### Участие в Чемпионатах мира
| Год  | Место проведения       | Инд | Эст |
| 1963 | ЧМ Зефельд             | 29  | х   |
| 1965 | ЧМ Эльверум            | 42  | х   |
| 1966 | ЧМ Гармиш-Партенкирхен | 33  | 7   |
| 1967 | ЧМ Альтенберг          | 42  | —   |

### Участие в Олимпийских играх
| Год  | Место проведения | Инд |
| 1960 | Скво-Вэлли       | 27  |